# Elise Reimarus
Elise Reimarus (nació el 22 de enero de 1735 en Hamburgo, y recibió el nombre Margaretha Elisabeth Reimarus – falleció el 2 de septiembre de 1805, Hamburgo) era una escritora, educadora, traductora alemana.
Anfitriona de salones.Hija de Johanna Friederike y Hermann Samuel Reimarus, era hermana de Johann Albert Heinrich Reimarus.
Elise Reimarius era conocida como una de las mujeres más eruditas de Hamburgo y mantenía correspondencia por carta con importantes intelectuales de su tiempo, entre los que se incluyen Moses Mendelssohn, Gotthold Ephraim Lessing, Friedrich Heinrich Jacobi,o Carl Leonhard Reinhold. También era amiga personal de otra educadora, Caroline Rudolphini.
Reimarus publicó traducciones del inglés y francés, además de varias obras originales. Tradujo al alemán Zaïre de Voltarie y Cénie de Graffigny. Entre sus obras originales destacan los diálogos didácticos, dirigidos a niños. Además distribuía sus poemas manuscritos entre sus amistades. Ocultaba su identidad bajo el anonimato, iniciales o seudónimos. También escribió sobre teoría política y promovía la tolerancia religiosa.
El salón literario de la familia de Reimarus fue uno de los precursores de los salones frecuentados por artistas, escritores, políticos e intelectuales durante el Romanticismo Alemán. A pesar de que recibió numerosas propuestas de matrimonio, nunca se casó.